# Jupp Heynckes
Josef "Jupp" Heynckes (Mönchengladbach, 9 mei 1945) is een Duits voormalig profvoetballer en voetbaltrainer. Zijn laatst getrainde club was Bayern München. Tijdens zijn actieve carrière speelde hij voornamelijk als aanvaller voor Borussia Mönchengladbach. Met deze club won hij vier landstitels, een nationale beker en de UEFA Cup. Daarnaast won hij met het West-Duitse elftal in 1972 het EK voetbal en in 1974 het WK voetbal.
Als aanvaller speelde Heynckes 385 wedstrijden in de Duitse Bundesliga, hierin vond hij 220 keer het net. Na Gerd Müller (365 doelpunten) en Klaus Fischer (268), neemt hij de derde plaats in op de lijst met meest trefzekere spelers.
Heynckes werd in alle drie de UEFA-hoofdcompetities (Europacup I, Europacup II, UEFA Cup) minimaal een keer topscorer.
Tegenwoordig geldt hij als een van de meest ervaren trainers in de Bundesliga. Alleen Otto Rehhagel (824 wedstrijden) en Erich Ribbeck (569 wedstrijden) zaten vaker op de trainersbank. Als trainer won hij met Bayern München drie landstitels en met zowel Bayern als Real Madrid de UEFA Champions League. Met Schalke 04 won hij tweemaal de UEFA Intertoto Cup.

## Clubcarrière

### Beginjaren
Zijn profcarrière begon in 1964 bij Borussia Mönchengladbach, dat toen nog in de 2. Bundesliga uitkwam. Een jaar later promoveerde de club naar de Bundesliga, in deze periode maakte Heynckes al snel naam door zijn veelzijdigheid, snelheid en vooral zijn Torinstinkt. Bij Mönchengladbach bleef hij nog twee seizoenen voetballen totdat hij in 1967 naar Hannover 96 vertrok. Na drie jaren spelen bij Die Roten keerde hij in 1970 terug naar Borussia Mönchengladbach. Vanaf dat moment begon de glorieperiode bij zijn club, die wel wordt aangeduid als Mythos Borussia. Enkele bekende spelers uit die tijd zijn Wolfgang Kleff, Berti Vogts, Rainer Bonhof, Uli Stielike, Allan Simonsen, Günter Netzer en Henning Jensen. In deze periode ontwikkelde zich ook de grote rivaliteit met Bayern München, de club die in 1965 tegelijk met Mönchengladbach promoveerde naar de Bundesliga.

### Succesjaren
Het gouden decennium begon meteen goed, in het seizoen 1969/70 wonnen Die Fohlen voor de eerste keer de landstitel (dit seizoen speelt Heynckes echter nog voor Hannover 96). Het daaropvolgende seizoen 1970/71 werd opnieuw het landskampioenschap gewonnen, het was de eerste keer dat een club de Bundesliga-titel prolongeerde. De titelstrijd was tot de laatste dag spannend geweest. Bayern München en Mönchengladbach stonden in punten gelijk maar Bayern had een beter doelsaldo. Op de laatste speeldag verloor Bayern echter met 0-2 bij MSV Duisburg terwijl Mönchengladbach met 4-1 won van Eintracht Frankfurt.
Het eerste internationale succes werd in 1973 behaald. Mönchengladbach had zich geplaatst voor de finale van de UEFA Cup. Hierin moest het team het opnemen tegen Liverpool. De eerste wedstrijd werd uit verloren met 3-0. Doelpuntenmaker was onder andere Kevin Keegan. De tweede wedstrijd werd wel gewonnen, Heynckes scoorde in eigen stadion tweemaal. Dit was echter niet genoeg en daarom ging de beker naar de Engelsen. Wel werd het seizoen 1972/73 afgesloten met het winnen van de DFB-Pokal. De finale tegen 1. FC Köln werd een legendarische in Duitsland. Toen het na 90 minuten spelen nog steeds 1-1 stond, moest er verlengd worden. Tijdens de rust had trainer Hennes Weisweiler al graag de vedette Gunter Netzer in het veld willen brengen. Deze weigerde dit echter omdat hij geen basisplaats had gekregen. In de verlenging besloot Netzer ineens toch het veld in te gaan: hij wisselde zichzelf zonder toestemming, schoot de 2-1 binnen en bepaalde daarmee de einduitslag.
Het seizoen 1973/74 was voor Heynckes persoonlijk erg succesvol. In de Bundesliga werd hij topscorer samen met Gerd Müller, beiden maakten ze 30 doelpunten. Daarnaast bereikte Mönchengladbach de halve finale van de Europacup II, waarin het door AC Milan werd verslagen met 1-2. Hoewel de finale niet werd bereikt, kroonde Heynckes zich wel tot topscorer van het toernooi.
Na het succes van 1973 stond Mönchengladbach in 1975 opnieuw in de UEFA Cup-finale, ditmaal was FC Twente de tegenstander. De eerste wedstrijd werd met 0-0 thuis gelijk gespeeld. De uitwedstrijd in Enschede werd echter met 1-5 gewonnen, mede door drie doelpunten van Jupp Heynckes. Drie weken later werd het derde landskampioenschap gevierd. Daarnaast kroonde de spits zich opnieuw tot topscorer van de Bundesliga met 27 doelpunten. Na deze jaargang 1974/75 stapte coach Weisweiler na elf seizoenen op en werd hij vervangen door Udo Lattek.
Een jaar later kende Heynckes wederom successen. Het seizoen 1975/76 werd winnend afgesloten en hierdoor won Mönchengladbach voor de vierde maal in de geschiedenis de Bundesliga. Hier bleef het niet bij, een seizoen later maakte Mönchengladbach de hattrick compleet: de club won in het seizoen 1976/77 de derde titel op rij (vijfde in totaal). Daarnaast stond Heynckes met zijn team opnieuw in een Europese finale, ditmaal van de Europacup I. Opnieuw was Liverpool de tegenstander. De titel werd echter niet gewonnen, de wedstrijd eindigde in 3-1.
In het laatste seizoen dat Heynckes speelde voor Mönchengladbach, werd de titel maar op een haar na gemist. Bijna was de club viermaal achter elkaar kampioen geworden. 1. FC Köln en Gladbach eindigden in punten gelijk, maar Köln kende een net iets beter positief doelsaldo (drie doelpunten verschil). Wel behaalde de club een record door met 12-0 van Borussia Dortmund te winnen, het is de grootste overwinning in de Duitse Bundesliga tot nu toe.

## Interlandloopbaan
Voor het Duitse elftal speelde Heynckes tussen 1967 en 1976 in totaal 39 wedstrijden waarin hij 14 keer tot scoren kwam. Met Die Mannschaft won hij in 1972 het EK voetbal in België door in de finale met 3-0 te winnen van de Sovjet-Unie.
Twee jaar later won hij in eigen land het WK voetbal 1974. In de finale werd met 2-1 gewonnen van het Nederlands elftal. Een erg grote rol in het behalen van de titel had hij niet, Heynckes speelde slechts 45 minuten op dit toernooi.

## Trainersloopbaan

### 1979 - 1987 Borussia Mönchengladbach
Op 33-jarige leeftijd werd Heynckes aan het roer gezet bij de club waar hij ook als speler onder contract stond. Hoewel het in deze periode traditiegetrouw was voor Borussia Mönchengladbach om dragende spelers naar diverse topclubs te laten vertrekken, kreeg Heynckes het voor elkaar om met zijn nieuw gevormde team steeds in de top-3 te eindigen (behalve tijdens het seizoen 1982/1983 toen het lang tegen degradatie speelde). Hoogtepunten onder zijn bewind waren de doorbraak van Lothar Matthäus en Uwe Rahn. Het meest succesvolle seizoen kende hij waarschijnlijk tijdens de jaargang 1983/84 toen hij in punten gelijk eindigde met kampioen VfB Stuttgart en vice-kampioen Hamburger SV en Gladbach als derde eindigde.
In het seizoen 1986/87 werd hij met Borussia Mönchengladbach opnieuw derde in de Bundesliga. Dit had hij vooral te danken aan topscorer Uwe Rahn die dat jaar ook tot Duits voetballer van het jaar werd verkozen. Na het succesvolle seizoen werd Rahn aan 1. FC Köln verkocht, dit vond Heynckes echter te gek voor woorden. Aan het begin van het volgende seizoen dacht hij daarom al hardop na over een vertrek. In de gehele periode dat hij coach was bij Gladbach won hij geen enkele titel, ook in zijn laatste seizoen bij de club veranderde er niets aan dat manco. In april 1987 werd Mönchengladbach in de halve finale van de UEFA Cup uitgeschakeld door Dundee United met 0-2. Jupp Heynckes besloot na dit seizoen op te stappen en vertrok naar de grote rivaal Bayern München.

### 1987 - 1991 Bayern München
In München aangekomen, kende hij een ongelukkig eerste seizoen bij de club. Hij eindigde met zijn team als tweede in de Bundesliga achter kampioen Werder Bremen. Daarop besloot hij om het team flink om te bouwen. In het daaropvolgende seizoen 1988/1989 werd dat beloond met een landstitel. In het seizoen 1989/1990 werd deze kampioenstitel verdedigd. Nog een seizoen later eindigde Die Rekordmeister als tweede achter 1. FC Kaiserslautern.
Tijdens het seizoen 1991/92 brak er een crisis uit bij Bayern München. De club leed een grote aderlating tijdens de transferperiode (vertrek van onder andere Jürgen Kohler, Stefan Reuter en Klaus Augenthaler) en kwam daardoor snel in een grote dip te zitten. Daarom werd op 9 oktober 1991 besloten om Heynckes te ontslaan. Uiteindelijk eindigde het team maar vijf punten boven de degradatiezone. Achteraf gezien noemde Bayern-manager Uli Hoeneß de beslissing om Heynckes te ontslaan de "grootste fout" uit zijn carrière.

### 1992 - 1994 Athletic Bilbao
Heynckes verdween na zijn ontslag uit de publiciteit en liet pas negen maanden later weer iets van zich horen. In de zomer van 1992 keerde hij terug in het betaalde voetbal door een contract te tekenen bij het Spaanse Athletic Bilbao. Hij werd de derde Duitse trainer in de Spaanse Primera División. Zijn leermeesters Hennes Weisweiler en Udo Lattek waren hem voorgegaan.
Zijn tijd bij de Baskische traditieclub was van begin af aan een succes. Ondanks de handicap dat hij alleen maar spelers uit de omgeving mocht aantrekken en opstellen, wist hij een succesvol team te vormen dat in het eerste seizoen van de vijftiende naar de achtste plaats in de competitie klom. In het tweede seizoen eindigde de club zelfs als vijfde waarmee  UEFA Cup-voetbal werd afgedwongen.
Tijdens zijn tijd bij de Spaanse club bewees Heynckes opnieuw dat hij een neus had voor jong talent. Hij zorgde ervoor dat de talentvolle Julen Guerrero bij Bilbao uitgroeide tot dé ster en publiekslieveling.

### 1994 - 1995 Eintracht Frankfurt
Toen Heynckes in Frankfurt een contract ondertekende, was het zijn doel om van die launische Diva een topclub te maken. Van dit voornemen is niet veel terechtgekomen, samen met assistent Horst Köppel was hij slechts één jaar in dienst bij de club.
Andreas Köpke werd aangetrokken als nieuwe nummer 1 onder de lat en deze moest samen met de sterren Jay-Jay Okocha, Anthony Yeboah en Maurizio Gaudino voor nieuw succes gaan zorgen. Maar juist deze drie sterren zouden voor een schandaal zorgen dat nog nooit was vertoont in de Duitse Bundesliga.
Bij de afsluitende training op een vrijdag voor de grote wedstrijd tegen Hamburger SV hadden, volgens Jupp Heynckes, enkele spelers slecht getraind. Het ging uitgerekend om de drie sterren van de selectie. Heynckes was woedend vanwege de lakse instelling, de drie grootverdieners moesten als straf een extra training afwerken in de vorm van een half uur durende bosloop. Yeboah legde toen aan de trainer uit, dat hij tijdens de wedstrijd tegen HSV niet aanwezig zou zijn. Okocha gaf op zijn beurt aan dat hij het mentaal niet aankon om nu te gaan spelen en Gaudino zei dat hij na twee trainingen lichamelijk kapot was. Het gevolg was dat alle drie de spelers zich ziek meldden voor de wedstrijd. Een paar dagen later werd besloten om het drietal eruit te gooien. Enkel Okocha werd later nog in genade aangenomen en mocht het shirt van Frankfurt nog dragen.

### 1995 - 1997 CD Tenerife
Drie weken nadat hij was vertrokken bij Frankfurt, keerde hij terug naar Spanje waar hij een contract ondertekende bij CD Tenerife, dat uitkwam in de Primera División. In het seizoen 1995/1996 ging hij op Tenerife verder waarmee hij in 1994 bij Athletic Bilbao was gestopt, namelijk met bescheiden middelen een zo groot mogelijk succes behalen.
Meteen in het eerste seizoen werd er UEFA Cup-voetbal afgedwongen. Dit Europese avontuur verliep buitengewoon succesvol, pas in de halve finale werd het eindstation behaald toen er na verlenging met 1-2 werd verloren van Schalke 04. Ook kende men in de competitie een goed seizoen, "Don Jupp" eindigde met zijn team op de 9e plaats (van 22 in totaal).

### 1997 - 1998 Real Madrid
Toen Real Madrid geen overeenstemming met Ottmar Hitzfeld kon bereiken, klopten de Koninklijken bij Jupp Heynckes aan. Vanaf de eerste minuut stonden de media sceptisch tegenover de keuze voor de Duitser. Heynckes zat nog maar net in zijn trainersstoel, toen Real al werd uitgeschakeld in de Copa del Rey door een tweede divisionist, hier begon het oproer. Uiteindelijk eindigde de club als vierde in de competitie maar toch was er succes: na 32 jaar werd de Champions League weer gewonnen. De finale tegen Juventus, die met 1-0 werd gewonnen, was de laatste wedstrijd voor Heynckes als trainer.

### 1999 - 2000 Benfica
In 1999 vond Heynckes een nieuwe werkgever in de Portugese club Benfica uit Lissabon. Meteen trok hij de talentvolle Duitse keeper Robert Enke aan die afkomstig was van zijn oude club Borussia Mönchengladbach. Deze speelde van begin af aan alle wedstrijden in de basis en in 2000 besloot Heynckes de keeper te benoemen tot aanvoerder. De verwachtingen waren hooggespannen omdat de club al sinds het seizoen 1994/95 geen kampioenschap meer had gevierd. Dit baarde de Duitse trainer zorgen omdat hij Benfica niet sterk en rijk genoeg vond om voor de titel te gaan. De club eindigde dat seizoen als derde, achter kampioen Sporting Lissabon en vice-kampioen FC Porto. In de zomerstop werden vervolgens Pierre van Hooijdonk en Dani aangetrokken maar hiertegenover stond het vertrek van publiekslieveling João Vieira Pinto naar stadsgenoot Sporting Lissabon. Dit werd door de fans niet in dank afgenomen. Het nieuwe seizoen begon tegenvallend en het publiek riep om het vertrek van Heynckes. Hij reageerde: "Ik ben de situatie hier zat. Als de fans het willen, ben ik bereid om Benfica te verlaten". Op 20 september 2000 werd hij vervolgens ontslagen en opgevolgd door de onervaren Jose Mourinho.

### 2001 - 2003 Athletic Bilbao
Na een jaar afwezigheid, werd Heynckes in 2001 weer trainer in het betaalde voetbal, hij ondertekende opnieuw een tweejarig contract bij zijn oude club Athletic Bilbao. In het seizoen 2001/2002 werd er na de winterstop een goede periode gevoetbald waardoor het team als negende eindigde. In het daaropvolgende seizoen 2002/2003 werd er op de laatste speeldag UEFA Cup-voetbal misgelopen, de club eindigde als zevende. Heynckes werd bedankt voor zijn diensten en zijn contract werd niet verlengd, wel kreeg hij veel erkenning voor het werk dat hij had geleverd.

### 2003 - 2004 Schalke 04
Bij Schalke 04 volgde Heynckes interim-coach Marc Wilmots op. De eerste indruk die de trainer kreeg bij aankomst was positief. Maar net zoals in 2003, was ook het seizoensverloop van jaargang 2004 niet gelukkig. De ambities van de club werden volgens de verantwoordelijken niet goed nagestreefd. Dat seizoen eindigde de club als zevende. Ondanks de grote aankopen in de zomer van 2004 (Mladen Krstajić, Ailton, Marcelo Bordon en Lincoln) werd in het daaropvolgende seizoen 2004/2005 de slechtste start ooit gemaakt, daarom werd er besloten niet verder te gaan met de trainer. Het enige succes dat de trainer had behaald was de tweevoudige plaatsing voor de UEFA Cup via de Intertoto Cup. Terugkijkend op de periode bij de Schalke, ziet Heynckes deze als een van de meest effectieve in zijn trainersloopbaan.

### 2006 - 2007 Borussia Mönchengladbach
Vanwege een gezondheidsprobleem was Heynckes anderhalf jaar afwezig, maar in mei 2006 keerde hij terug bij zijn oude club Borussia Mönchengladbach. Het seizoen 2006/2007 begon met vier thuiszeges bijzonder succesvol maar daarna werd er geen wedstrijd meer gewonnen. Tijdens de winterstop bevond het team zich in de degradatiezone, toch besloot het bestuur om het vertrouwen in de coach uit te spreken. Na de winterstop werd er nog steeds niet gewonnen en besloot Heynckes na 14 wedstrijden die niet waren gewonnen, op 31 januari 2007 op te stappen. Na 215 dagen bij Die Fohlen beëindigde Jupp Heynckes zijn trainerscarrière. Hij werd opgevolgd door interim-trainer Jos Luhukay.

### 2009 - Bayern München
Op 27 april 2009 nam Heynkes het trainerschap bij Bayern München op zich nadat Jürgen Klinsmann was ontslagen. Hij vervulde deze interim-functie tot het einde van het seizoen 2008/09 en werd opgevolgd door Louis van Gaal. Deze werd op aanbeveling van Heynckes benaderd door manager Uli Hoeneß. Ze leerden elkaar kennen toen Heynckes nog coach bij Real Madrid was en Van Gaal bij FC Barcelona aan het roer stond. De Duitser leidde Bayern de laatste vijf competitiewedstrijden naar de tweede plaats achter landskampioen VfL Wolfsburg en dwong daarmee directe plaatsing voor de UEFA Champions League af.

### 2009 - 2011 Bayer Leverkusen
Tijdens het korte dienstverband bij Bayern begon het vuur bij Heynckes weer te branden. Hij wilde graag coach blijven en kreeg kort daarna de kans om bij Bayer Leverkusen in dienst te treden. Op 5 juni 2009 tekende hij een tweejarig contract en volgde daarmee, de naar Hamburger SV vertrokken trainer, Bruno Labbadia op.

### 2011 - 2013 Bayern München
Op 25 maart 2011 wordt bekend dat Heynckes de opvolger wordt van Louis van Gaal aan het eind van het seizoen 2010/2011. Saillant detail: Heynckes was tevens de voorganger van Van Gaal. Heynckes wordt bij Leverkusen opgevolgd door SC Freiburg-trainer Robin Dutt. Heynckes vierde op zaterdag 6 april 2013 met Bayern de 23ste titel uit de clubgeschiedenis na een 1-0 zege bij Eintracht Frankfurt. Met nog zes duels te spelen was de club niet meer te achterhalen voor de concurrentie. Het betekende de zevende keer op rij dat Bayern buiten het eigen stadion kampioen werd. Nooit eerder eiste een ploeg zo vroeg in het seizoen de titel voor zich op in de Bundesliga. Op 25 mei 2013 won hij met Bayern München de Champions League. Hij complementeerde de "treble" door de bekerwinst van Bayern op 1 juni 2013 tegen VfB Stuttgart.

### 2017 - 2018 Bayern München
Op 6 oktober 2017 werd, na een week van speculaties, officieel bekend dat Heynckes de opvolger zou worden van Carlo Ancelotti. Ancelotti moest het veld ruimen na een tegenvallende seizoensstart, zowel in de voorbereiding, de Bundesliga als de UEFA Champions League. Met Heynckes behaalde Bayern op 7 april 2018 de 28e landstitel in de clubgeschiedenis en de zesde op rij voor de club door met 1-4 te winnen bij streekgenoot FC Augsburg. Op 3 april 2018 won Bayern in het kader van de UEFA Champions League in Sevilla het heenduel met 1-2 van Sevilla. Daarmee vestigde Heynckes een record door twaalf keer op rij een wedstrijd in de UEFA Champions League te winnen.
Onder Heynckes reikte Bayern tot de halve finale van de UEFA Champions League, waar Real Madrid over twee wedstrijden te sterk was en zo een vierde UEFA Champions League-finale voor Heynckes in de weg stond. Verder bereikte Bayern onder Heynckes de finale van de DFB-Pokal, waarin met 1-3 werd verloren van Eintracht Frankfurt. Nadat het seizoen 2017/18 was afgelopen, ging Heynckes definitief met pensioen en werd hij bij Bayern opgevolgd door Niko Kovač.

## Erelijst
Als speler
 Borussia Mönchengladbach
- UEFA Cup: 1974/75
- Bundesliga: 1970/71, 1974/75, 1975/76, 1976/77
- DFB-Pokal: 1972/73

 West-Duitsland
- FIFA WK: 1974
- UEFA EK: 1972

Individueel als speler
- kicker Bundesliga Team van het Seizoen: 1971/72, 1973/74, 1974/75
- Topscorer Bundesliga: 1973/74, 1974/75
- Topscorer Europacup I: 1975/76
- Topscorer Europacup II: 1973/74
- Topscorer UEFA Cup: 1972/73, 1974/75
- UEFA Europees Kampioenschap Team van het Toernooi: 1972

Als trainer
 Bayern München
- UEFA Champions League: 2012/13
- Bundesliga: 1988/89, 1989/90, 2012/13, 2017/18
- DFB-Pokal: 2012/13
- DFB/DFL-Supercup: 1987, 1990, 2012

 Real Madrid
- UEFA Champions League: 1997/98
- Supercopa de España: 1997

 Schalke 04
- UEFA Intertoto Cup: 2003, 2004

Individueel als trainer
- FIFA Trainer van de Wereld: 2013
- IFFHS Beste Clubtrainer van de Wereld: 2013
- Duits Trainer van het Jaar: 2013, 2018
- World Soccer Trainer van het Jaar: 2013
- France Football Grootste Trainer Aller Tijden (plek 25): 2019

1 Maier ·
2 Höttges ·
3 Breitner ·
4 Schwarzenbeck ·
5 Beckenbauer  ·
6 Wimmer ·
7 Grabowski ·
8 Hoeneß ·
9 Heynckes ·
10 Netzer ·
11 E. Kremers ·
13 Müller ·
14 Vogts ·
15 Bonhof ·
16 Bella ·
17 Löhr ·
18 Köppel ·
22 Kleff ·
Coach: Schön
1 Maier ·
2 Vogts ·
3 Breitner ·
4 Schwarzenbeck ·
5 Beckenbauer  ·
6 Höttges ·
7 Wimmer ·
8 Cullman ·
9 Grabowski ·
10 Netzer ·
11 Heynckes ·
12 Overath ·
13 Müller ·
14 Hoeneß ·
15 Flohe ·
16 Bonhof ·
17 Hölzenbein ·
18 Herzog ·
19 Kapellmann ·
20 Kremers ·
21 Nigbur ·
22 Kleff ·
Coach: Schön